# Wahl zur Verfassunggebenden Versammlung Nepals 2013
Die Wahl zur Verfassunggebenden Versammlung Nepals 2013 war nach der Wahl im Jahr 2008 die zweite Wahl, um eine verfassunggebende Versammlung zu wählen, da es der ersten Versammlung nicht gelungen war, eine Verfassung zu verabschieden.

## Verlauf
Die erste Verfassunggebende Versammlung wurde im April 2008 gewählt. Sie sollte innerhalb von zwei Jahren eine neue Verfassung verabschieden, die ein wichtiger Teil der Transformation Nepals von einem Königreich zu einer Republik sein sollte. Trotz wiederholter Verlängerung der Amtszeit konnte in der Verfassunggebenden Versammlung keine Einigung erzielt werden. Der Hauptpunkt der Meinungsverschiedenheiten war die künftige Verwaltungseinteilung des Landes, insbesondere die Frage, ob und wie Nepal nach ethnischen Gesichtspunkten in Bundesstaaten aufgeteilt werden sollte. 
Deshalb rief am 28. Mai 2012 der damalige Premierminister Baburam Bhattarai von der Kommunistischen Partei Nepals (Maoisten) Neuwahlen für den 22. November 2012 aus. Das für die Wahlen 2008 geltende Wahlgesetz sah jedoch keine zweite Wahl für dieses Gremium vor. Es folgte daher eine lange Verhandlungsphase, bevor eine Einigung über die Organisation der Wahlen erzielt werden konnte.
Während des Wahlkampfes schlugen sowohl die Nepalesische Kongresspartei (NC) als auch die Kommunistische Partei Nepals (Vereinigte Marxisten-Leninisten) (CPN-UML) eine parlamentarische Regierungsform mit einem Präsidenten vor, der indirekt vom Parlament gewählt würde. Beide schlugen einen Bundesstaat vor. Die CPN-UML schlug sieben Provinzen vor, die nach mehreren Gesichtspunkten eingeteilt werden sollten, während die NC entweder sieben oder 13 Provinzen vorschlug und erklärte, dass sie zu jeder Alternative im Rahmen demokratischer Normen und Werte bereit sei. Die Kommunistische Partei Nepals (Maoisten) schlug 11 Provinzen vor.

## Ergebnisse
| Partei                                                                   | Sitze insgesamt | Gewonnene Wahlkreise | Sitze durch Verhältniswahl |
| ------------------------------------------------------------------------ | --------------- | -------------------- | -------------------------- |
| Nepalesische Kongresspartei (NC)                                         | 196             | 105                  | 91                         |
| Kommunistische Partei Nepals (Vereinigte Marxisten-Leninisten) (CPN-UML) | 175             | 91                   | 84                         |
| Kommunistische Partei Nepals (Maoistisches Zentrum) (CPN-MC)             | 80              | 26                   | 54                         |
| Rastriya Janata Partei Nepals (RJP)                                      | 24              | 0                    | 24                         |
| Madhesi Jana Adhikar Forum, Nepal (Loktantrik)                           | 14              | 4                    | 10                         |
| National-Demokratische Partei Nepals (RPP: Rashtriya Prajatantra Party)  | 13              | 3                    | 10                         |
| Tarai Madhes Loktantrik Partei                                           | 11              | 4                    | 7                          |
| Madhesi Jana Adhikar Forum, Nepal                                        | 10              | 2                    | 8                          |
| Sadbhavana Partei                                                        | 6               | 1                    | 5                          |
| Kommunistische Partei Nepals (Marxisten-Leninisten)                      | 5               | 0                    | 5                          |
| Föderale Sozialistische Partei                                           | 5               | 0                    | 5                          |
| Nepalesische Arbeiter- und Bauern-Partei                                 | 4               | 1                    | 3                          |
| Terai Madhes Sadbhavana Partei                                           | 3               | 1                    | 2                          |
| Rastriya Janamorcha                                                      | 3               | 0                    | 3                          |
| Kommunistische Partei Nepals (Vereinigte)                                | 3               | 0                    | 3                          |
| Rashtriya Madhesh Samajwadi Partei                                       | 3               | 0                    | 3                          |
| Unabhängige                                                              | 2               | 2                    | 0                          |
| Nepal Pariwar Dal                                                        | 2               | 0                    | 2                          |
| Dalit Janajati Partei                                                    | 2               | 0                    | 2                          |
| Tharuwat Tarai Partei, Nepal                                             | 2               | 0                    | 2                          |
| Rastriya Janamukti Partei                                                | 2               | 0                    | 2                          |
| Sanghiya Sadbhawana Partei                                               | 1               | 0                    | 1                          |
| Khambuwan Rastriya Morcha, Nepal                                         | 1               | 0                    | 1                          |
| Aakhanda Nepal Partei                                                    | 1               | 0                    | 1                          |
| Sanghiya Loktantrik Rastriya Manch (Tharuhat)                            | 1               | 0                    | 1                          |
| Samajwadi Janata Partei                                                  | 1               | 0                    | 1                          |
| Madhesi Jana Adhikar Forum (Ganatantrik)                                 | 1               | 0                    | 1                          |
| Nepali Janata Dal                                                        | 1               | 0                    | 1                          |
| Jana Jagaran Partei Nepal                                                | 1               | 0                    | 1                          |
| Madesh Samata Party Nepal                                                | 1               | 0                    | 1                          |
| Nepal Rastriya Partei (NRP)                                              | 1               | 0                    | 1                          |